# Rachel Reevesová
Rachel Jane Reeves (* 13. února 1979 Londýn) je britská politička za Labouristickou stranu, od roku 2010 poslankyně Dolní sněmovny Spojeného království a od července 2024 ministryně financí Spojeného království ve vládě Keira Starmera. V letech 2010 až 2015 a 2020 až 2024 působila jako stínová ministryně různých ministerstev. 

## Život
Členem Labouristické strany se stala ve svých 16 letech. V mládí studovala speciální obor zvaný filozofie, politika a ekonomie na Oxfordské univerzitě, v roce 2000 v něm získala bakalářský titul. V letech 2003 až 2004 studovala ekonomii na London School of Economics; získala magisterský titul. V letech 2017 až 2020 působila jako předsedkyně komise britského parlamentu zvané Business, Energy and Industrial Strategy Committee. 

### Ministryně financí
Při svém jmenování ministryní financí po britských parlamentních volbách v červenci 2024 se stala vůbec první ženou v historii, která kdy tuto pozici zastávala. V říjnu 2024 představila svůj první rozpočet, který obsahoval nejvyšší zvýšení daní od roku 1993. V červenci 2025 se během projevu premiéra Keira Starmera rozbrečela.